# 藤野恒三郎
藤野 恒三郎（ふじの つねさぶろう、1907年1月28日 - 1992年8月15日）は、日本の医学者、細菌学者、医学史研究者。大阪大学名誉教授。神戸学院大学名誉教授。
1950年に集団食中毒の原因として腸炎ビブリオを発見した。適塾を主とした近代医学史の研究でも知られる。魯迅の恩師として知られる藤野厳九郎の甥。祖父藤野升八郎から三代続けての医家。

## 略歴
- 1907年 (明治40年）1月28日 福井県坂井郡芦原町に生まれる[1]。
- 1931年 (昭和6年) 3月25日 大阪医科大学（大阪大学医学部の前身）卒業。
- 1934年 10月8日 大阪帝国大学助手(医学部)
- 1936年 医学博士。9月30日 大阪帝国大学講師(医学部)
- 1939年 7月24日 大阪帝国大学助教授(医学部)
- 1948年 3月20日 大阪大学教授(微生物病研究所) 同日 奈良県立医科大学教授(兼任 1953年3月まで)
- 1950年 大阪府泉南地方で起きたシラス集団食中毒事件の病理解剖標本および原因食のシラスの微生物検査を行い、10月26日シラスから分離した新種菌をPasteurella parahaemolyticaと命名し、シラス中毒事件の原因であると結論した。これが文献的に記載されている腸炎ビブリオの発見の嚆矢である[2][3][4]。
- 1955年 微生物病研究第４代所長(1955年4月〜1958年3月)[5]大阪大学評議員(14年間)を歴任
- 1970年 3月31日 大阪大学を停年退官。 4月1日 大阪大学名誉教授
- 1973年 4月1日 神戸学院大学薬学部・教授 国際腸炎ビブリオ・シンポジウム会長。
- 1983年 3月 神戸学院大学専任教授を退任、特任教授
- 1984年 3月 神戸学院大学特任教授を退任
- 1985年 1月 神戸学院大学名誉教授
- 1992年 8月15日胃癌のため逝去。

## 受賞歴
- 1964年 第35回朝日賞（当時は「朝日文化賞」の名称であった。）（「腸炎ビブリオの発見と研究」により）共同受賞者　滝川巌　福見秀雄　坂崎利一[6][7]
- 1966年 日本細菌学会浅川賞（「腸炎ビブリオの発見」により）[8]
- 1971年 紫綬褒章[9]　（学術の進歩に寄与）
- 1972年 武田医学賞（腸炎ビブリオの発見と研究により）[10]
- 1977年 勲二等瑞宝章
- 1986年 大阪文化賞（腸炎ビブリオの発見による公衆衛生学への貢献と適塾を中心とした医学史への貢献により）[11]

## 主な役職歴
- 大阪府衛生対策審議会委員
- 日本細菌学会理事・会長
- 日本衛生検査学会会長
- 日本医真菌学会理事・会長
- 第１回国際腸炎ビブリオシンポジウム会長
- 日本防菌防黴学会会長・名誉会長
- 大阪大学医学部学友会理事長・名誉理事長
- 適塾記念会理事
- 医史学会関西支部支部長
- ㈶阪大微生物病研究会評議員・理事
- 武田科学振興財団評議員・杏雨書屋館長
- 日本ワックスマン財団評議員
- 野間科学医学研究資料館理事
- 野口英世記念会評議員[12]

## 著書
- 藤野恒三郎・福見秀雄編『腸炎ビブリオ』一成堂、1964年。
- 藤野恒三郎『腸炎ビブリオ読本』納谷書店、1968年。
- 藤野恒三郎『日本近代医学の歩み（改訂再版『医学史話』）』講談社、1974年。
- 緒方富雄・藤野恒三郎・中島健蔵『日本細菌学外史―その三つの断面』1975年。
- 藤野恒三郎『医学史話―杉田玄白から福沢諭吉』菜根出版、1984年。
- 藤野恒三郎『藤野・日本細菌学史』近代出版、1984年。
- 藤野恒三郎『医学の歩みと私』大阪府〈対話講座なにわ塾叢書23〉、1986年。
- 藤野恒三郎『学悦の人』大阪大学微生物病研究所内藤野博士退官記念会、1970年。
- 藤野恒三郎『続・学悦の人』藤野玲子、1993年。
- 藤野恒三郎(共著)美鴨会編『あゝビルマ: 第二十六野戦防疫給水部』光村推古書院、1972年。
- 藤野恒三郎監訳・日本防菌防黴学会翻訳委員会訳『微生物学の一里塚』近代出版、1980年。
- 原著はThomas D. Brock編　Milestones in Microbiology（1961）